# Схіра
Схіра (араб. الصخيرة) — місто в Тунісі. Входить до складу вілаєту Сфакс. Станом на 2004 рік тут проживало 8 627 осіб.